# Ахмедова, Шамси
Шамси Ахмедова, другой вариант имени — Шамшинисо (1918 год, кишлак Гулакандоз, Ходжентский уезд, Самаркандская область, Туркестанский край — 11 мая 2003 года, Джаббар-Расуловский район, Таджикистан) — звеньевая колхоза имени Ленина Пролетарского района Ленинабадской области, Таджикская ССР. Герой Социалистического Труда (1948). Депутат Верховного Совета Таджикской ССР 6-го созыва.

## Биография
Родилась в 1918 году в крестьянской семье в кишлаке Гулакандоз Ходжентского уезда. В 1935 году вступила в хлопководческий колхоз имени Ленина Пролетарского района, председателем которого был дважды Герой Социалистического Труда Абдугафур Саматов. Трудилась рядовой колхозницей, звеньевой хлопководческого звена. В 1941 году вступила в ВКП(б).
В 1947 году звено Шамси Ахмедовой собрало в среднем по 86 центнеров хлопка-сырца с каждого гектара на участке площадью 3 гектара. Указом Президиума Верховного Совета СССР от 1 марта 1948 года удостоена звания Героя Социалистического Труда за «получение высокого урожая хлопка при выполнении колхозом обязательных поставок и натуроплаты за работу МТС в 1947 году и обеспеченности семенами зерновых культур для весеннего сева 1948 года» с вручением ордена Ленина и золотой медали «Серп и Молот».
Этим же указом звания Героя Социалистического Труда были удостоены труженики колхоза имени Ленина звеньевые Абдуманон Латыпов и Абдухамид Умаров.
Избиралась депутатом Верховного Совета Таджикской ССР 6-го созыва (1963—1967).
Вышла на пенсию в 1970 году. Персональный пенсионер. Проживала в Джаббар-Расуловском районе. Умерла в мае 2003 года.
Награды
- Герой Социалистического Труда
- Орден Ленина
- Орден «Знак Почёта» (17.01.1957)
- Медаль «За трудовую доблесть» — трижды (29.12.1946; 17.04.1957; 26.04.1953)
- Почётная Грамота Президиума Верховного Совета Таджикской ССР.